# إد ريان
إد ريان (بالإنجليزية: Ed Ryan)‏ هو لاعب كرة قدم أمريكية أمريكي، ولد في 29 ديسمبر 1925 في بانف في كندا، وتوفي في 21 أكتوبر 2002.

## وصلات خارجية
- إد ريان على موقع مرجع كرة القدم المحترفة.كوم (الإنجليزية)